# Bénédict Augustin Morel

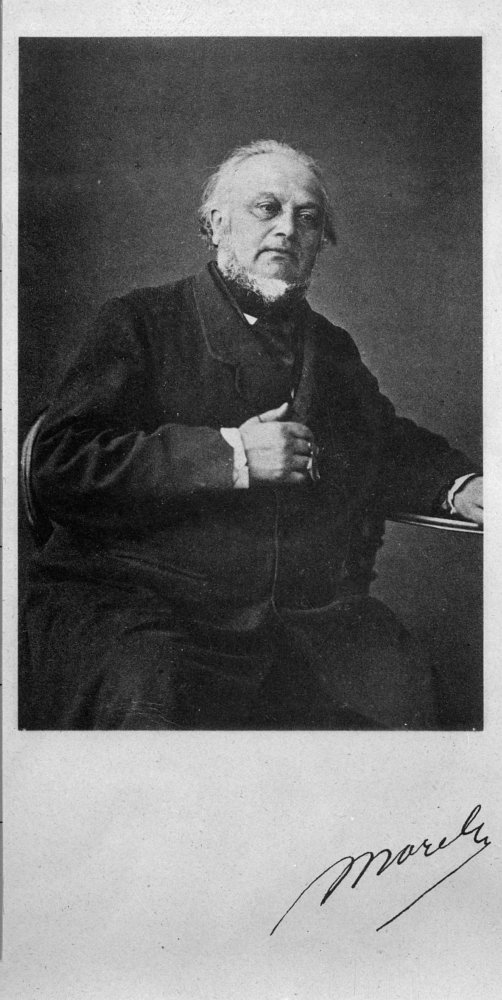
Bénédict Augustin Morel

Bénédict Augustin Morel (* 22. November 1809 in Wien; † 30. März 1873 in Saint-Yon bei Paris) war ein französischer Psychiater.

## Leben
Morel studierte in Paris, wo er sich das Studium durch das Unterrichten von Deutsch und Englisch finanzierte. 1839 wurde er promoviert und 1841 Assistent von Jean Pierre Falret am La Salpêtrière. Von 1843 bis 1845 bereiste Morel die Niederlande, die Schweiz, Deutschland und Italien, um dort die Irrenanstalten zu besuchen. 1848 wurde er Oberarzt  und der Anstalt Asile d'Aliénés de Maréville neben Nancy. Dort reformierte er den Betrieb, um die Situation der Patienten zu verbessern. Er studierte die Patienten, erforschte ihre Familiengeschichte und untersuchte auch den Einfluss von Armut und frühen physischen Erkrankungen.
1856 wurde er Oberarzt in der Anstalt in Saint-Yon (Seine-Inférieure) in Rouen und reiste für weitere Forschungen nach England.
Seine Degenerationstheorie formulierte er 1857. Morels Begriff der dégénérescence („Degeneration, Entartung“) entsprang dabei keinem rein medizinischen Ansatz, sondern ging auf religiös-anthropologische Vorstellungen zurück. Er war zeitlebens gläubiger Katholik.
Morel war mit Claude Bernard befreundet und ein Bewunderer von Charles Darwin.

## Degenerationstheorie

### Vorgaben
Der Begriff Degeneration wurde bereits im 17. Jahrhundert im abwertenden Sinn verwendet. Wenig widerstandsfähige Kinder und Kriminelle bezeichnete man als „entartet“. Ab Ende des 18. Jahrhunderts vermutete man, dass bestimmte krankhafte Veränderungen erblich sind. (→Jean-Baptiste de Lamarck) Der französische Arzt Prosper Lucas nimmt in L’Hérédité naturelle (1847–1850) an, dass psychische und psychopathologische Merkmale erblich sind; er konnte jedoch nicht erklären, warum auch gesund erscheinende Familien kranke Mitglieder aufweisen. Diese Lücke versuchte Morel 1857 zu schließen.

### Morels Degenerationstheorie
Ursache der Abweichungen ist bei Morel der Sündenfall der menschlichen Natur. Am Anfang stand der »type primitif« bzw. »type normal«, der Ursprungsmensch, der mit Adam als identisch angesehen werden kann. Nach dem Sündenfall kann sich der Mensch den äußeren Einflüssen der Welt, dem Klima, der Nahrung und der Erblichkeit dieser Einflüsse nicht mehr entziehen und weicht von diesem Ursprungsmenschen ab. Dies führt zu zwei verschiedenen Arten menschlicher Spezies: a.) Ein Teil der Nachkommen bleibt durch Anpassung gesund, erfüllt das göttliche Gebot und setzt die Einheit der Gattung Mensch fort. b.) Bei den Entarteten führen Belastungen, hervorgerufen durch die Eltern, das soziale Milieu und einen falschen Lebenswandel (wie etwa Alkoholismus) zu fortschreitender Degeneration. Letztere werden von zwei fundamentalen Gesetzen beherrscht: a.) der doppelten Vererbung im Sinn des körperlichen und moralischen Übels und b.) der Progressivität der Entartung bis zum Aussterben des Geschlechts. Er klassifiziert die Entartungen unter ätiologischen Gesichtspunkten und erklärt die Erblichkeit zur bedeutendsten Ursache der Geisteskrankheiten, so dass Entartete und Geisteskranke identisch werden. Unter die Entartungen fallen als schwerste Kategorie die Abweichungen des Geschlechtssinns, die sexuellen Perversionen, bei denen er vorerst Satyriasis, Nymphomanie, Erotomanie und als schwerste die Nekrophilie nennt. Die Progression über die Generationen entwickelt sich in vier Stadien:
- charakterliche Anomalien wie etwa nervöse Reizbarkeit
- körperliche Krankheiten wie etwa Schlaganfall
- schwere Geistige Störungen wie Psychosen und Geistesschwäche
- angeborene Blödsinnszustände und Missbildungen

Seine Theorie verbreitete sich rasch in der Wissenschaft, wie auch in der Öffentlichkeit. Bald konnte sich ein jeder auf die „natürlichen Gesetze“ berufen und die progressive Degeneration wurde zu einer offenkundigen Tatsache, die auf Schritt und Tritt sichtbar war: Alkoholismus, Armut, Kriminalität, volle Nervenheilanstalten.

### Weiterentwicklung
Valentin Magnan (1835–1916) befasste sich zunächst mit der Degeneration von Alkoholabhängigen und nahm Morels Lehre auf, verwarf jedoch dessen religiöse Vorstellungen und
orientierte sich an der Evolutionstheorie Charles Darwins, der Degeneration als Regression auffasst: Weil ein krank machender Einfluss den Menschen in seinem aufsteigenden Entwicklungsweg hemmt, geht er rückwärts, bis er schließlich – im Lauf von Generationen – ausstirbt. Diese Lehre bestimmte für Jahrzehnte die französische Psychiatrie und fand auch Eingang in die deutsche Psychiatrie, wo vor allem Paul Julius Möbius zur Verbreitung beitrug. Dieser wollte aber „degenerativ“ nicht mit „erblich“ gleichsetzen und führt den Begriff „endogen“ im Sinn von erblich ein. Der Einfluss Morels und seiner Anhänger hielt bis weit in das 20. Jahrhundert vor.

## Schriften
- Traité des dégénérescences physiques, intellectuelles et morales de l’espèce humaine et des causes qui produisent ces variétés maladives („Abhandlung über die physischen, intellektuellen und moralischen Entartungen des Menschengeschlechts [...]“). Paris 1857.
- Traité des maladies mentales. 2 Bände. Paris 1852–1853; 2. Auflage ebenda 1860. (In the second edition he coined the term démence-precoce to refer to mental degeneration).
- Le no-restraint ou de l’abolition des moyens coercitifs dans le traitement de la folie. Paris, 1861.
- Du goître et du crétinisme, étiologie, prophylaxie etc. Paris 1864.
- De la formation des types dans les variétés dégénérées. Band 1. Rouen 1864.